# Kfz-Kennzeichen (Ungarn)

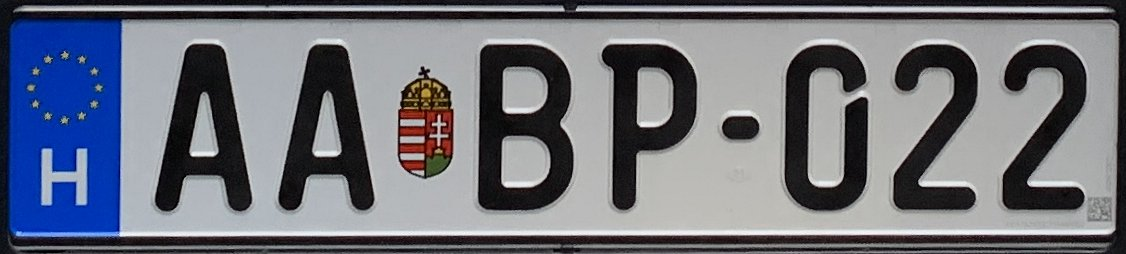
Kennzeichen im Schema des aktuellen Systems (seit Juli 2022)

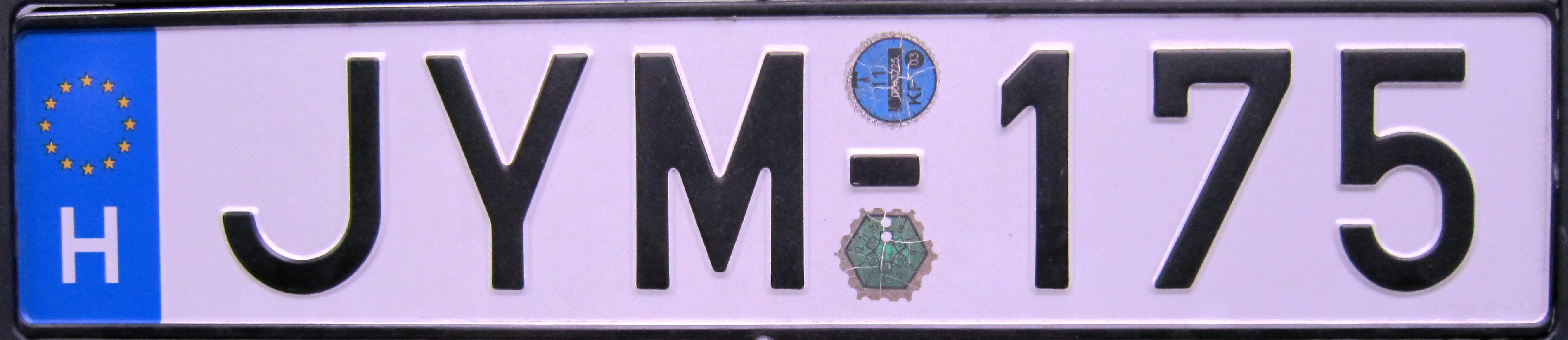
Ungarisches Kfz-Kennzeichen mit „Eurostreifen“ (Mai 2004 bis Juli 2022)

Die Kfz-Kennzeichen in Ungarn (ungarisch forgalmi rendszám, kurz rendszám) bestehen seit 1. Juli 2022 neben dem blauen EU-Streifen aus zwei Buchstaben, gefolgt von dem Wappen Ungarns sowie zwei weiteren Buchstaben und einer dreistelligen Zahl.

## Aktuelles System (seit Juli 2022)

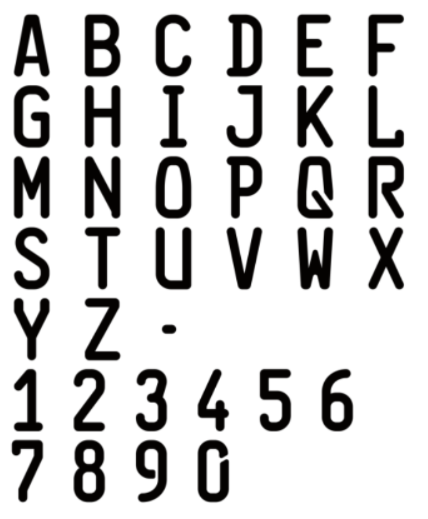
Ungarische Schriftart 2022 für Kennzeichen (Variante der FE-Schrift)

Die Vergabe der Kennzeichen erfolgt nach dem Datum der Zulassung, beginnend mit AA-AA-001, so dass ein Rückschluss auf das ungefähre Zulassungsdatum möglich wird. Ausgegeben werden einzeilige Schilder im europäischen Standardmaß (520 × 110 mm), zweizeilige Kennzeichen (280 × 200 mm) sowie verkleinerte Zweizeiler (240 × 130 mm). Auf dem hinteren Schild befinden sich zwei Plaketten. Als Schriftart wird eine Variante der fälschungssicheren FE-Schrift verwendet.
| Art                      | System                                                                                          | Bild |
| ------------------------ | ----------------------------------------------------------------------------------------------- | ---- |
| Gewöhnliches Kennzeichen | AA-AA-123 (gewöhnliches Auto)                                                                   |      |
| Gewöhnliches Kennzeichen | AA-AA-123 (umweltschonendes Auto)                                                               |      |
| Wunschkennzeichen        | Wahlweise drei bis sechs Buchstaben und eins bis vier Ziffern, jedoch höchstens sieben Stellen. |      |
| Temporäre Kennzeichen    | I-123-AA oranges Band mit Jahreszahl am rechten Rand oder rote Aufschrift.                      |      |
| Oldtimer                 | OT-AA-123                                                                                       |      |
| Taxi                     | TX-AA-123 (gewöhnliches Auto) TX-AA-123 (umweltschonendes Auto)                                 |      |
| Fahrradträger            | AA-AA-123                                                                                       |      |
| Diplomaten               | CD-123-456                                                                                      |      |
| Behörden                 | BA-12-345 (Büntetés-végrehajtás, Justizvollzug)                                                 |      |
| Behörden                 | HA-12-345 (Magyar Honvédség, Streitkräfte)                                                      |      |
| Behörden                 | MA-12-345 (Országos Mentőszolgálat, Rettungsdienst)                                             |      |
| Behörden                 | NA-12-345 (Nemzeti Adó- és Vámhivatal, Nationales Finanz- und Zollamt)                          |      |
| Behörden                 | RA-12-345 (Rendőrség, Polizei)                                                                  |      |

## System von August 1990 bis Juli 2022

### Geschichte

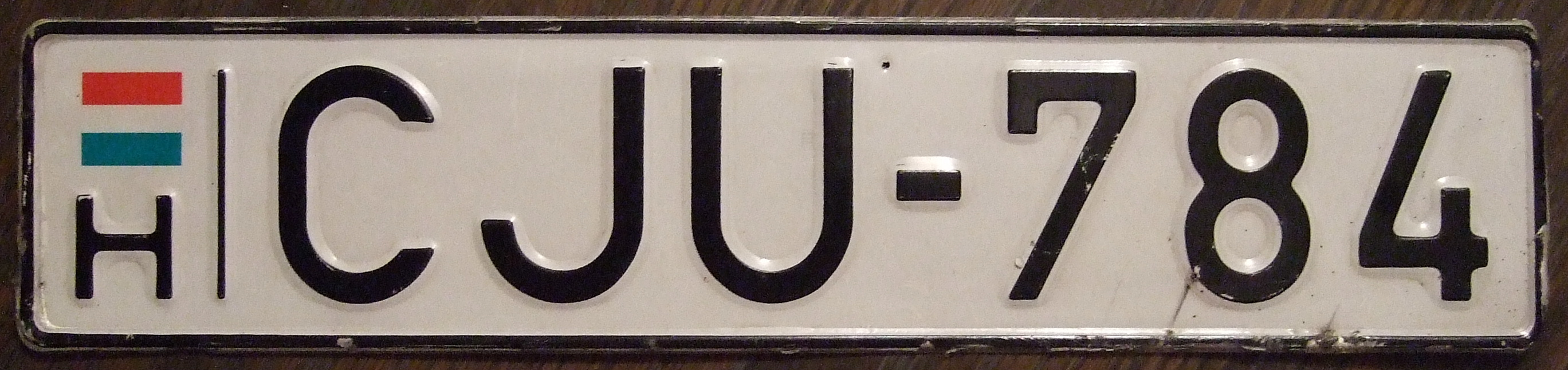
Kennzeichen von 1990 bis 2004

Das bis Juli 2022 gültige System wurde am 1. August 1990 eingeführt. Ungarn war damit eines der ersten Länder, die die Nationalflagge und das Nationalitätszeichen direkt auf dem Nummernschild darstellten. Nummernschilder von Diplomaten und Konsuln wiesen die auch heute noch verwendeten Farben blau bzw. rot auf. Am linken Rand des Kennzeichens waren ursprünglich das Nationalitätszeichen „H“ sowie die ungarische Nationalflagge sichtbar. Seit dem Beitritt Ungarns zur Europäischen Union im Jahr 2004 werden Euro-Kennzeichen mit blauem Balken, dem Buchstaben „H“ und den europäischen Sternen am linken Rand verwendet.

### Kennzeichentypen
Bei LKW beginnt das Kennzeichen mit F, bei neueren auch mit K. Ältere Anhänger zeigen ebenfalls ein F, bei neueren Anhängern beginnt das Kennzeichen mit X oder Y. Für Zweiräder wird der Buchstabe U verwendet. LKW und Taxis besitzen schwarze Schrift auf gelbem Grund. Seit Oktober 2015 erhalten Besitzer von Elektro- oder Plugin-Hybridfahrzeugen auf Wunsch Kennzeichen mit schwarzer Schrift auf grünem Grund.

#### Spezielle Kennzeichen

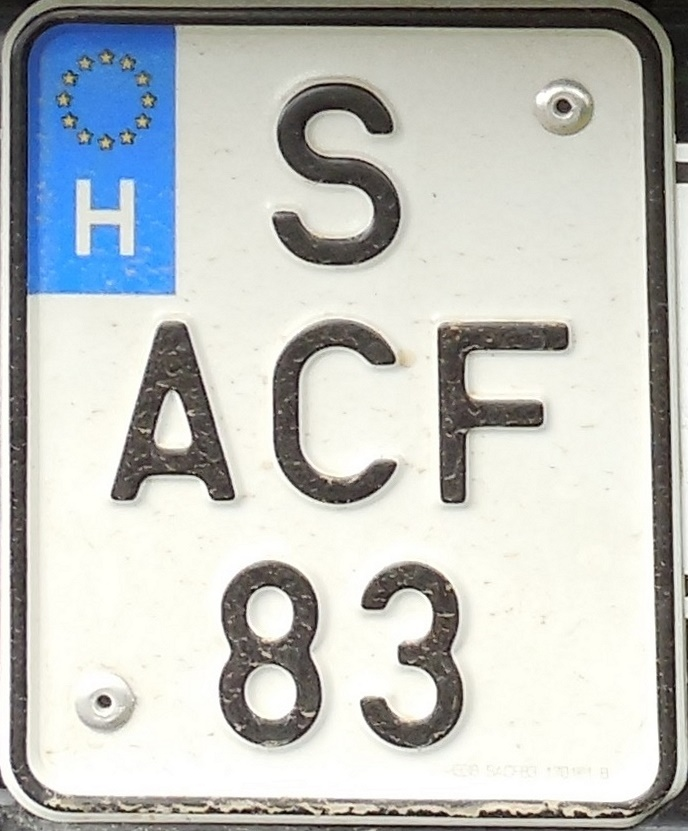
Mopedkennzeichen

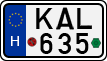
US-Größe
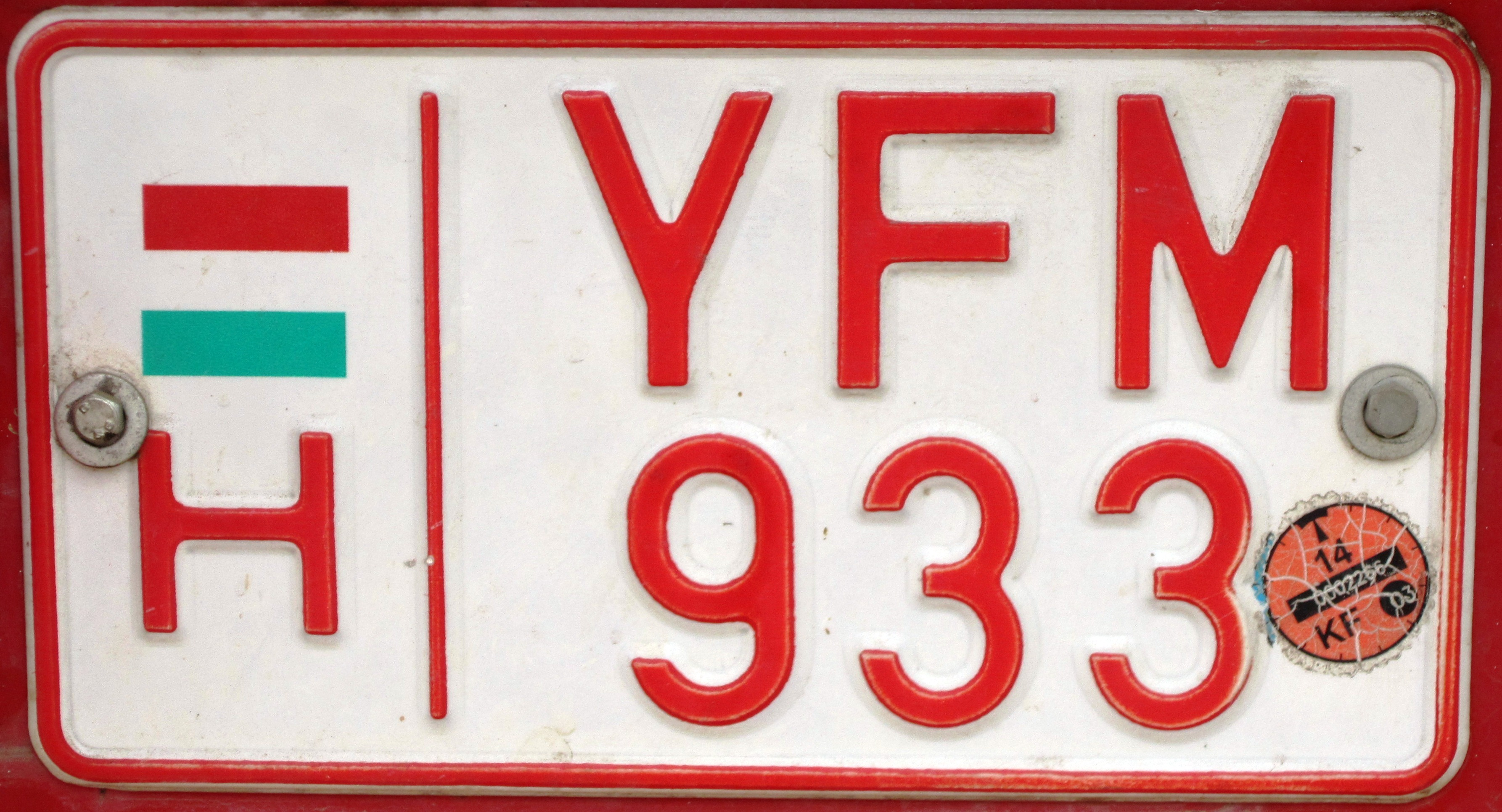
Kennzeichen für langsame Fahrzeuge

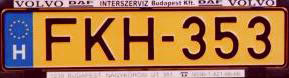
Kommunale Fahrzeuge und Taxis
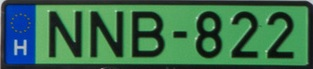
Für Elektro- und Plugin-Hybridfahrzeuge
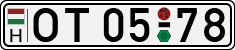
Kennzeichen für Oldtimer
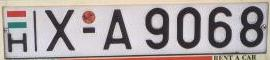
Kennzeichen für Mietwagen, seit 2004 nicht mehr vergeben

Für diverse Zwecke werden besondere Nummernschilder mit zwei Buchstaben und zwei Zifferpaaren vergeben. Fahrzeuge der ungarischen Polizei (Rendőrség) zeigen beispielsweise die Buchstaben RB oder RK auf dem Nummernschild und Fahrzeuge der Zoll- und Finanzaufsicht (Vám) tragen die Buchstaben RR. Kennzeichen für Oldtimer beginnen mit OT, für Fahrzeuge, die an Motorsport-Veranstaltungen teilnehmen, wird SP vergeben. Darüber hinaus existieren mehrere Varianten temporärer Schilder, die nur einen Buchstaben zeigen (E, P, V oder Z).

#### Diplomaten

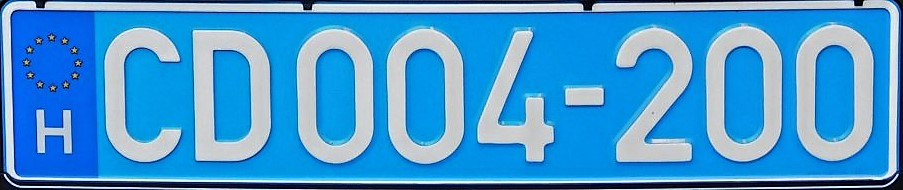
Ungarisches Diplomaten-Kennzeichen seit Mai 2017,
004 = Deutschland

Diplomatenkennzeichen weisen weiße Schrift auf blauem Grund auf und beginnen seit Mai 2017 mit den Lettern CD. Es folgen zweimal drei Ziffern, getrennt durch einen Bindestrich (z. B. CD 123-345). Der erste Ziffernblock gibt dabei das Land an, für welches das Fahrzeug verwendet wird. Für Deutschland wird beispielsweise die Ziffernfolge von 004 vergeben. Die Codierung der Länder wurde 2017 überarbeitet. Vormals zeigten die Schilder die Buchstaben DT für Diplomáciai Testület, es folgen lediglich vier Ziffern in zwei Zweiergruppen getrennt durch einen Bindestrich (z. B. DT 12-34). Auch hier gab das erste Ziffernpaar das Land an (z. B. 02 für die Vereinigten Staaten, 04 für Deutschland usw.). Konsuln verwendeten die Buchstaben CK und rote Schrift auf weißem Grund.

#### Wunschkennzeichen

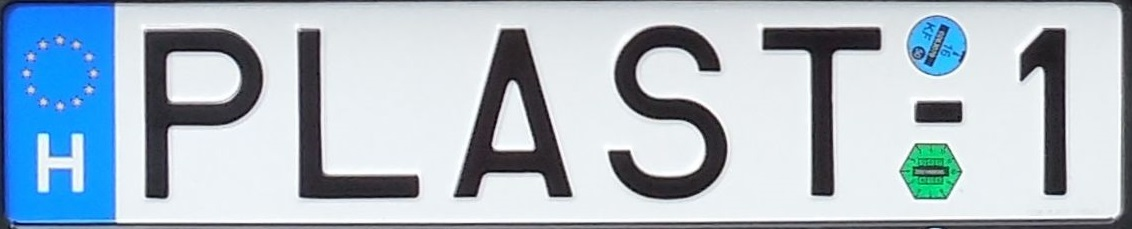
Wunschkennzeichen mit frei gewählter Kombination

Gegen eine Gebühr besteht in Ungarn die Möglichkeit eines Wunschkennzeichens, bei dem entweder eine Kombination im Serienformat ABC-123 gewählt oder aber die komplette Aufschrift frei gewählt werden kann. Viele Institutionen und Unternehmen machen vor allem von der ersten Variante Gebrauch. Neben der Anbringung von Metallschildern an das Fahrzeug bestand bis 2004 in Ungarn auch die Möglichkeit, das Kennzeichen in meist kleinerer Form als Klebefolie an das Fahrzeug zu kleben.

### Auf einen Blick

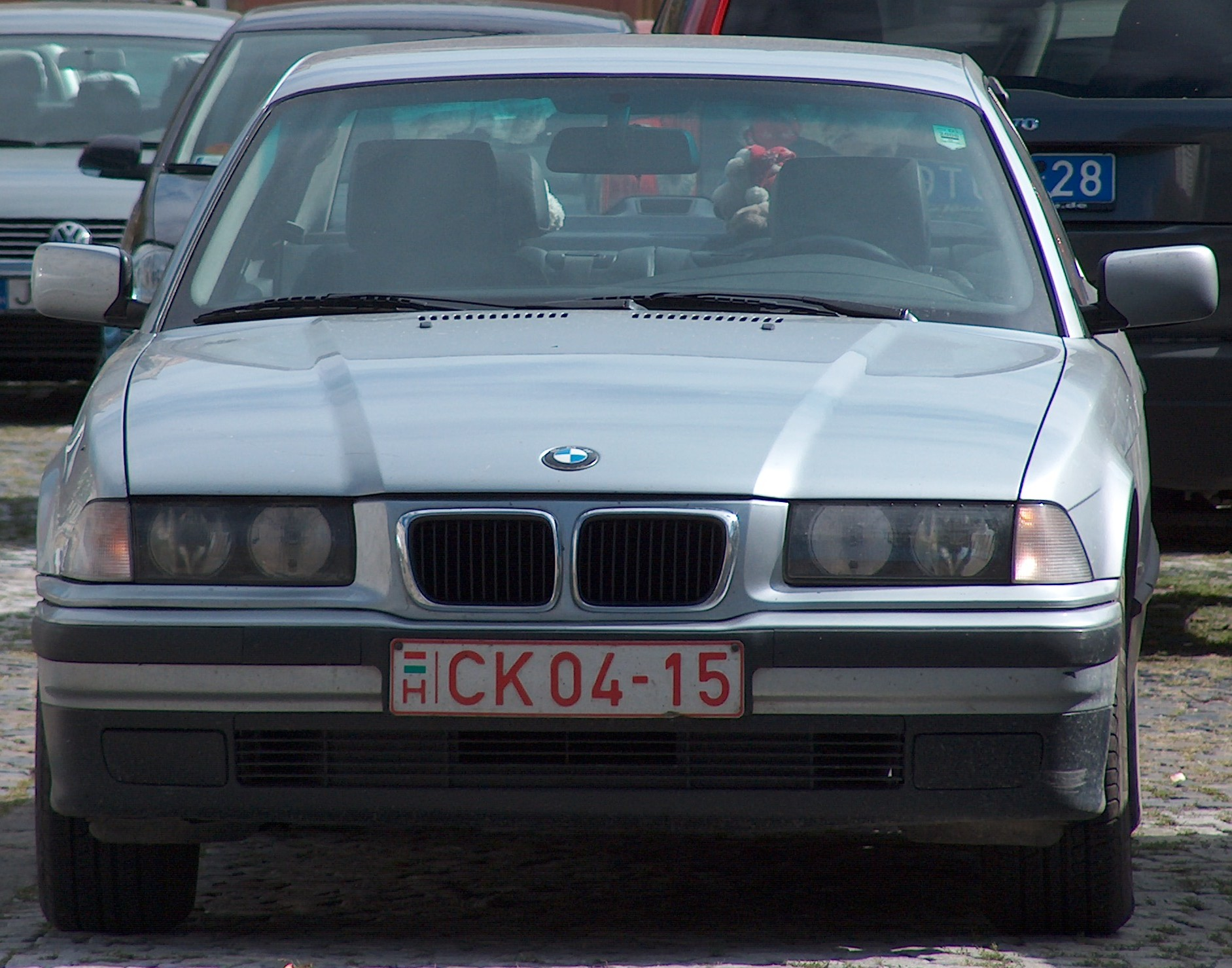
Fahrzeug des Konsularischen Korps

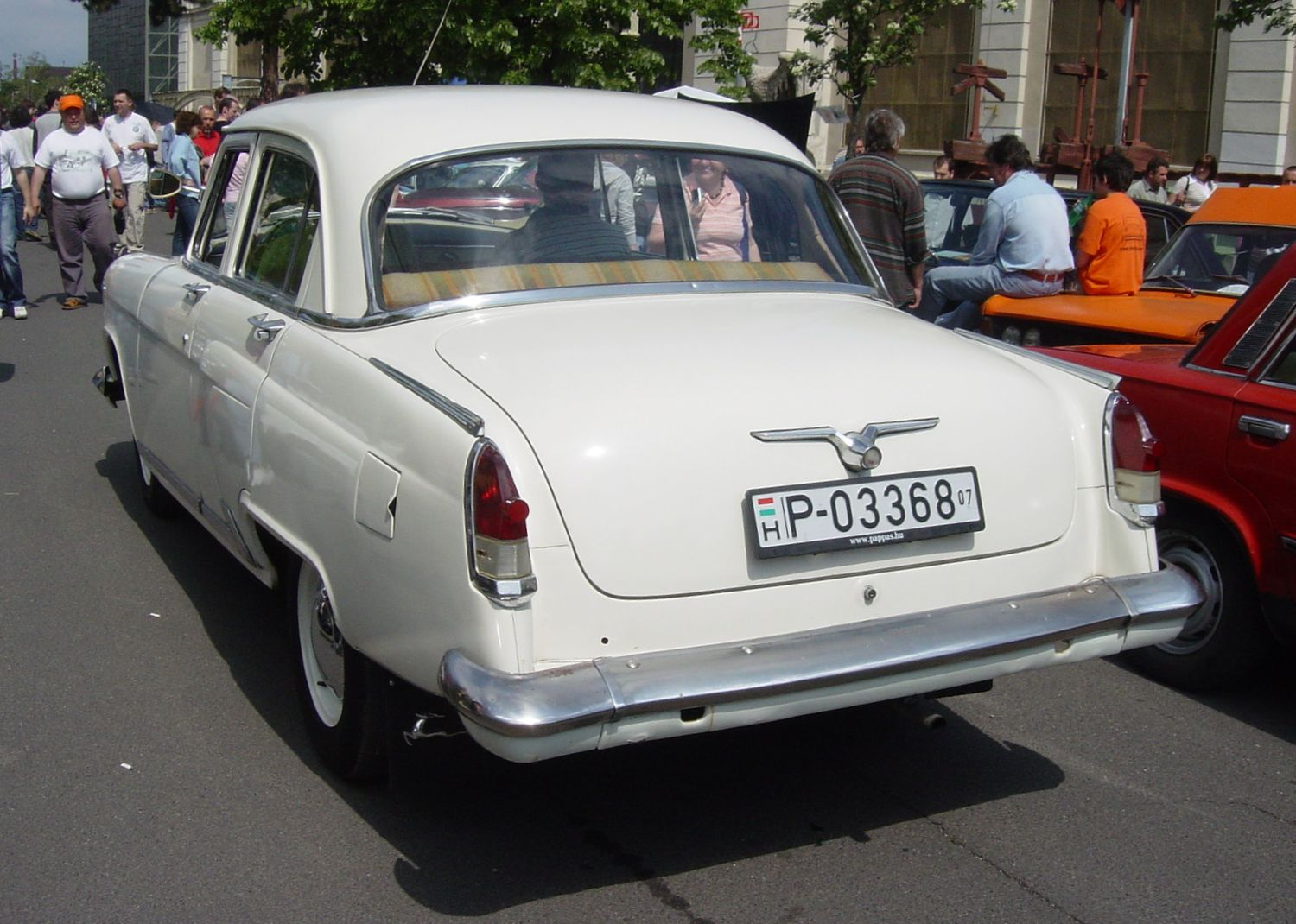
Probe-Kennzeichen an einem GAZ M-21 Wolga

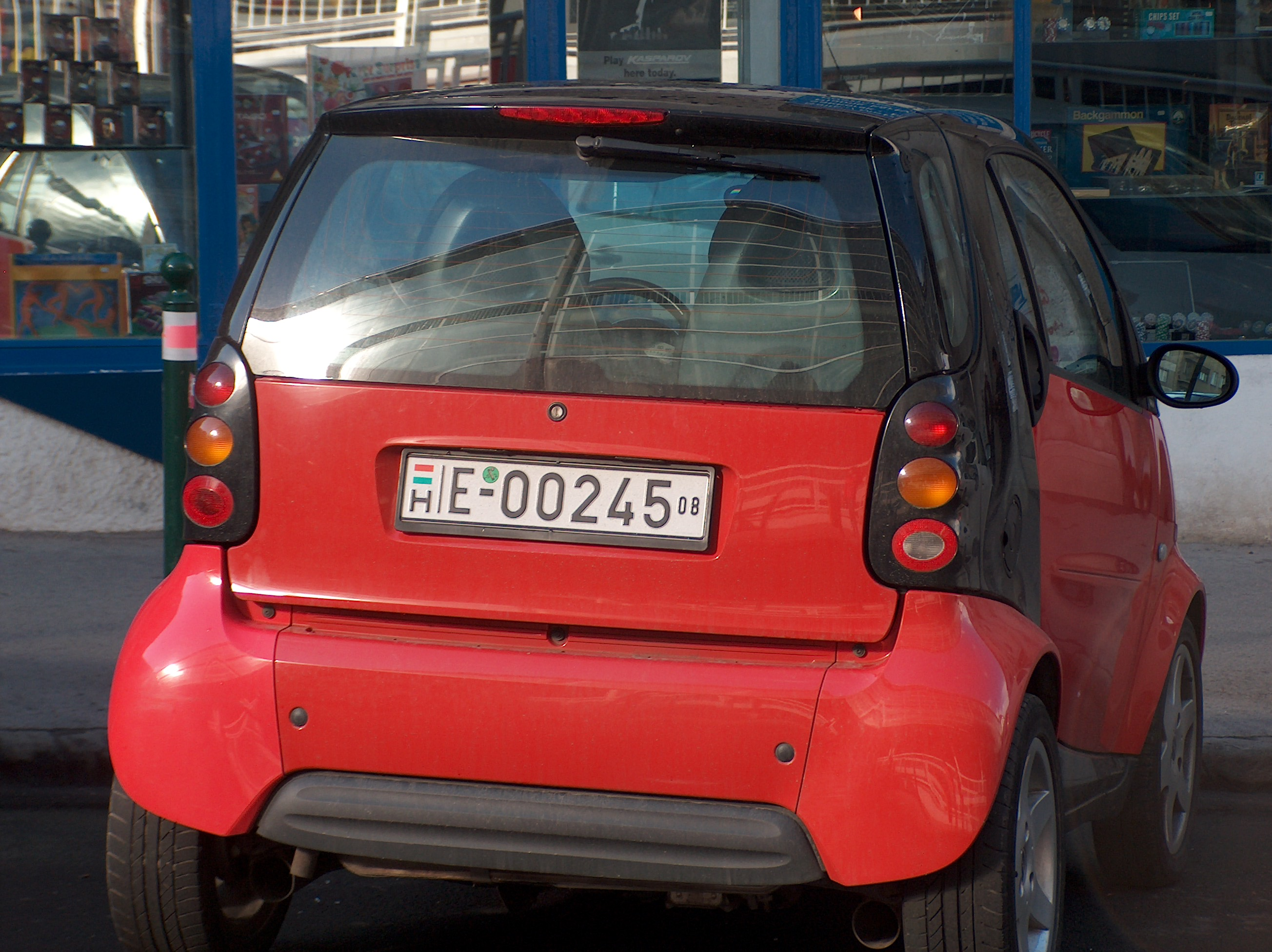
Temporäres Kennzeichen an einem Smart Fortwo

- ABC-123: Kennzeichen der normalen Serie (auch als Wunschkennzeichen möglich)
- ABCD-12 und ABCDE-1 als Wunschkennzeichen möglich (Preis ca. 340-1500 Euro)
- Exx-123: Kennzeichen für Taxis
- Fxx-123: Kennzeichen für Fahrzeuge, die als Lkw zugelassen sind
- Uxx-123: Kennzeichen für Zweiräder > 50 cm³, neue Kombination bald möglich
- Xxx-123: Kennzeichen für Anhänger, früher auch Fxx,

neue Kombination seit 2015: Wxx-123
- Yxx-123: Kennzeichen für ein langsames Fahrzeug, rote Schrift auf weißem Grund
- CD 12-34: Kennzeichen für Diplomaten, die Ungarn endgültig verlassen
- CK 12-34: Kennzeichen für Konsuln, rote Schrift, weißer Grund
- DT 12-34: Diplomatenkennzeichen (Diplomáciai Testület), weiße Schrift auf EU-Blau, vor 2004 auf hellerem Blau
- HC 12-34: Kennzeichen für Honorarkonsuln, seit 1. Juli 2004 nicht mehr vergeben
- Hx 12-34: Kennzeichen der Ungarische Streitkräfte (Magyar Honvédség)  (x = A, B, E, F, I, K, L, M, N, P, R, S, T, V, X)
- MA 12-34: Kennzeichen des Medizinischen Dienstes
- OT 12-34: Kennzeichen für Oldtimer, keine EU-Version
- RB 12-34: Kennzeichen mehrspuriger Fahrzeuge der ungarischen Polizei (Rendőrség)
- RK 12-34: Kennzeichen einspuriger Fahrzeuge der ungarischen Polizei (Rendőrség)
- RR 12-34: Kennzeichen der ungarischen Zoll- und Finanzaufsicht (Vám)
- SP 12-34: Kennzeichen für Fahrzeuge, die an Motorsport-Veranstaltungen teilnehmen
- M12 3456: Kennzeichen für landwirtschaftliche Fahrzeuge
- C-x 1234: Kennzeichen für Ausländer
- X-A 1234, X-B 1234 und X-C 1234: Kennzeichen für Mietwagen, seit 1. Mai 2004 nicht mehr vergeben
- E-12345: Temporäres Kennzeichen, keine EU-Version
- P-12345: Kennzeichen für Probefahrten (Próba), keine EU-Version
- V-12345: Kennzeichen für Import-Fahrzeuge, keine EU-Version
- Z-12345: Export-Kennzeichen, keine EU-Version

Wunschkennzeichen innerhalb des Systems (Auswahl)

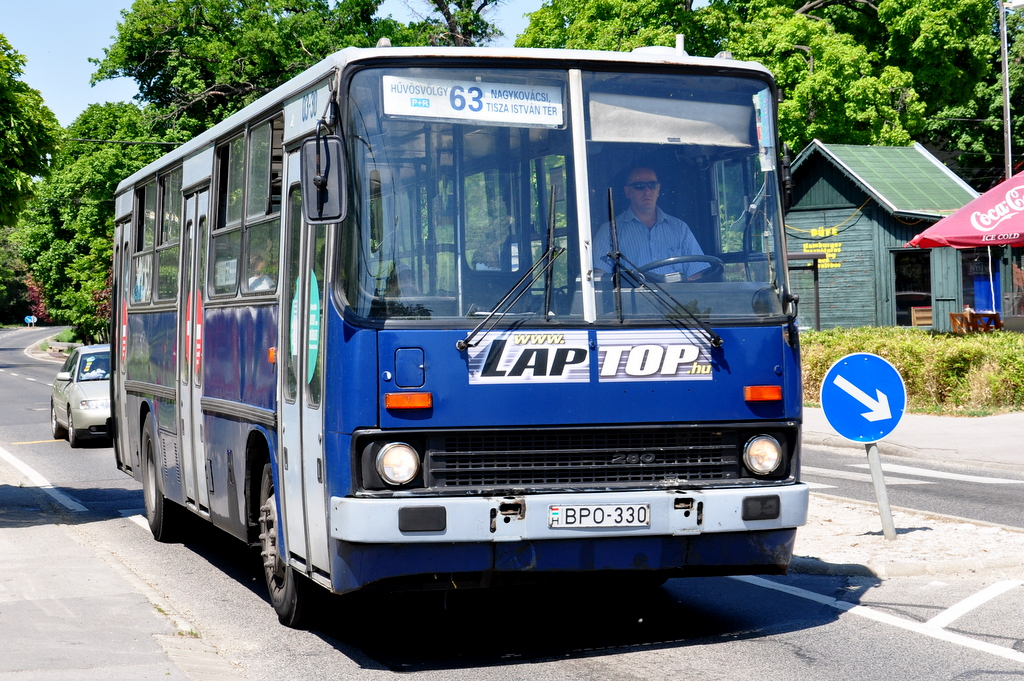
BKV-Bus mit BPO-Kennzeichen

- BPO-123: Busse der Budapester Verkehrsbetriebe (BKV) (entspricht der betriebsinternen Fahrzeugnummer 01-23)
- BPI-123: Busse der Budapester Verkehrsbetriebe (BKV) (entspricht der betriebsinternen Fahrzeugnummer 11-23)
- MAK-123: Fahrzeuge des ungarischen Autoklubs (Magyar Autóklub)
- MKA-123: Fahrzeuge des Verfassungsgerichts (Magyar Köztársaság Alkotmánybírósága)
- MSC-123: Fahrzeuge von Magyar Suzuki
- MSZ-123: Fahrzeuge der ungarischen Hilfsorganisationen des Malteserordens (Magyar Máltai Szeretetszolgálat)
- MTV-123: Fahrzeuge des ungarischen Fernsehens Magyar Televízió
- PAE-123: Fahrzeuge des Kernkraftwerks Paks
- PTE-123: Fahrzeuge der Universität Pécs (Pécsi Tudományegyetem)

## System von 1958 bis Juli 1990
Die vorherigen Schilder zeigten ebenfalls schwarze Schrift auf weißem Grund. Sie waren aber deutlich kürzer als das heutige europäische Standardmaß. Zudem war das vordere Schild kleiner als das hintere, wie es auch heute noch in der Schweiz üblich ist. Kommerziell verwendete Fahrzeuge wie beispielsweise LKWs oder Taxis hatten Kennzeichen mit weißer Schrift auf schwarzen Grund. Die Kennzeichen bestanden aus zwei Buchstaben sowie vier Ziffern in Zweiergruppen getrennt durch mittige Punkte (z. B. AB·12·34). Anhand der beiden Buchstaben konnte die Fahrzeugart und -verwendung näher bestimmt werden. Zum Teil wurden die entsprechenden Zuordnungen in späteren Systemen übernommen (z. B. RA für Rendőrség). Temporäre Kennzeichen wiesen rote Schrift und das Wort PRÓBA auf.

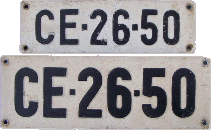
Standard-Kennzeichen ab 1958
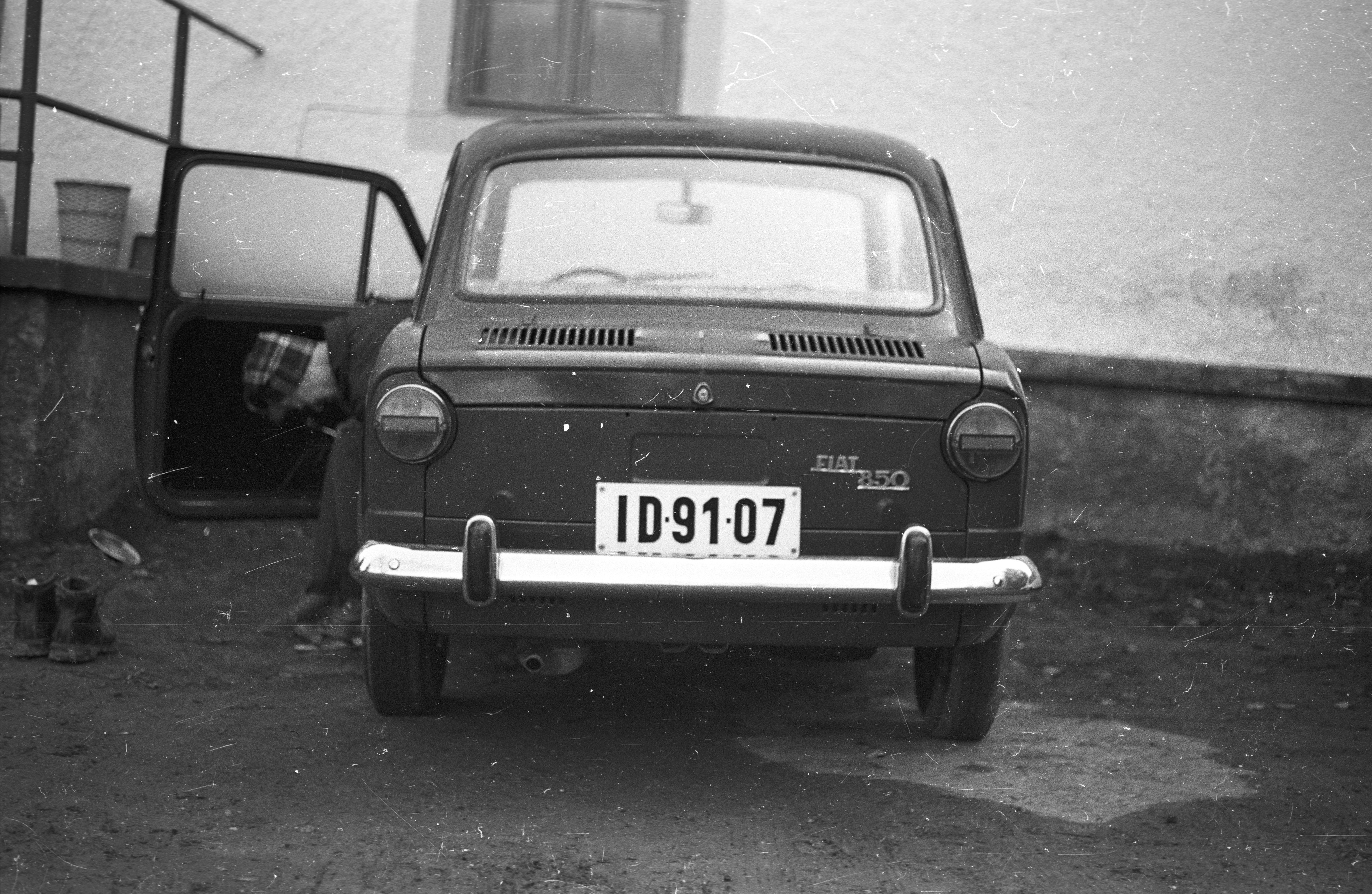
Hinteres Schild an einem Fiat 850
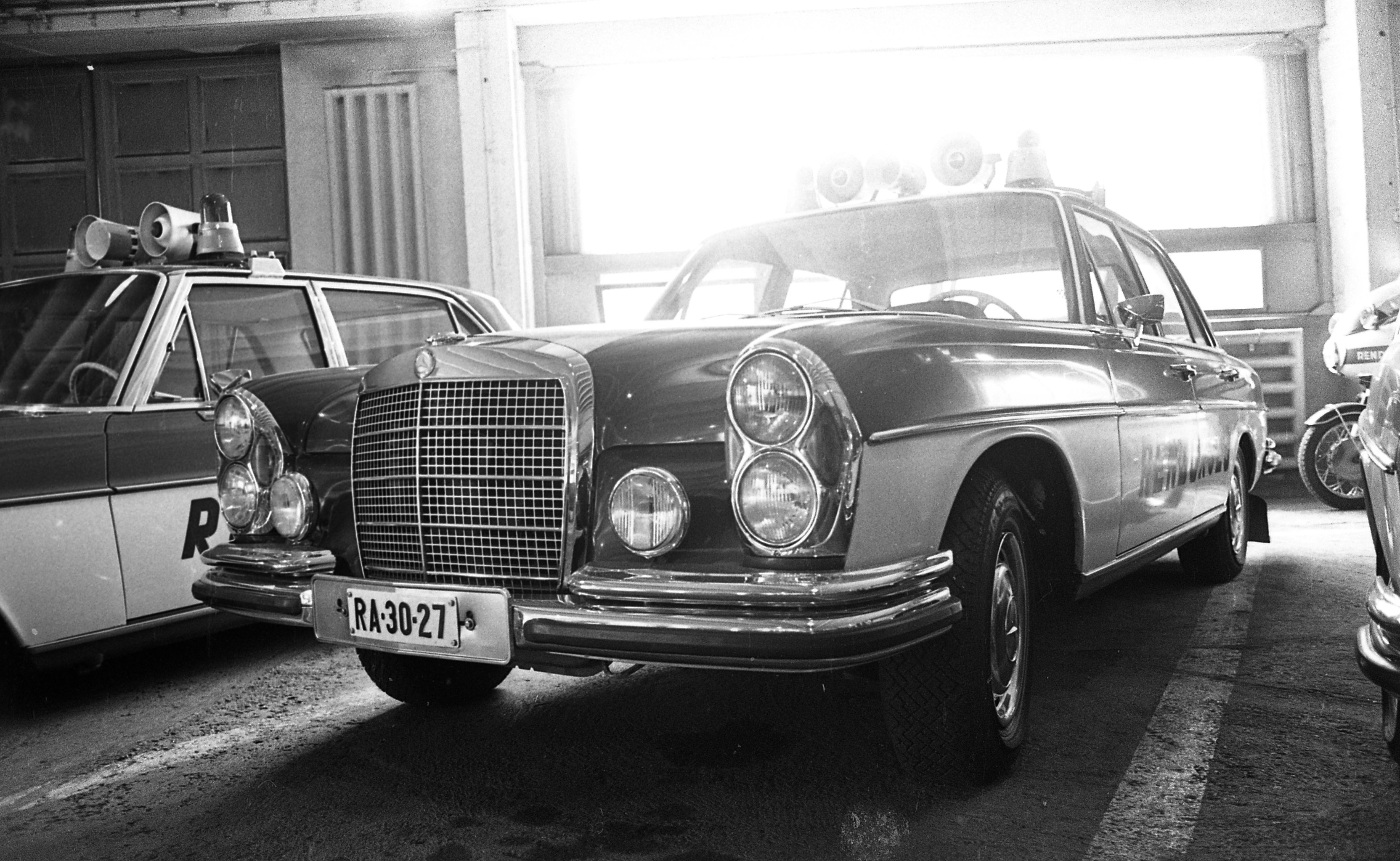
Polizei-Kennzeichen beginnend mit RA
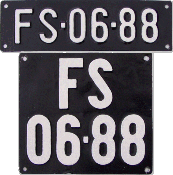
Kennzeichen mit schwarzem Grund für Lkw
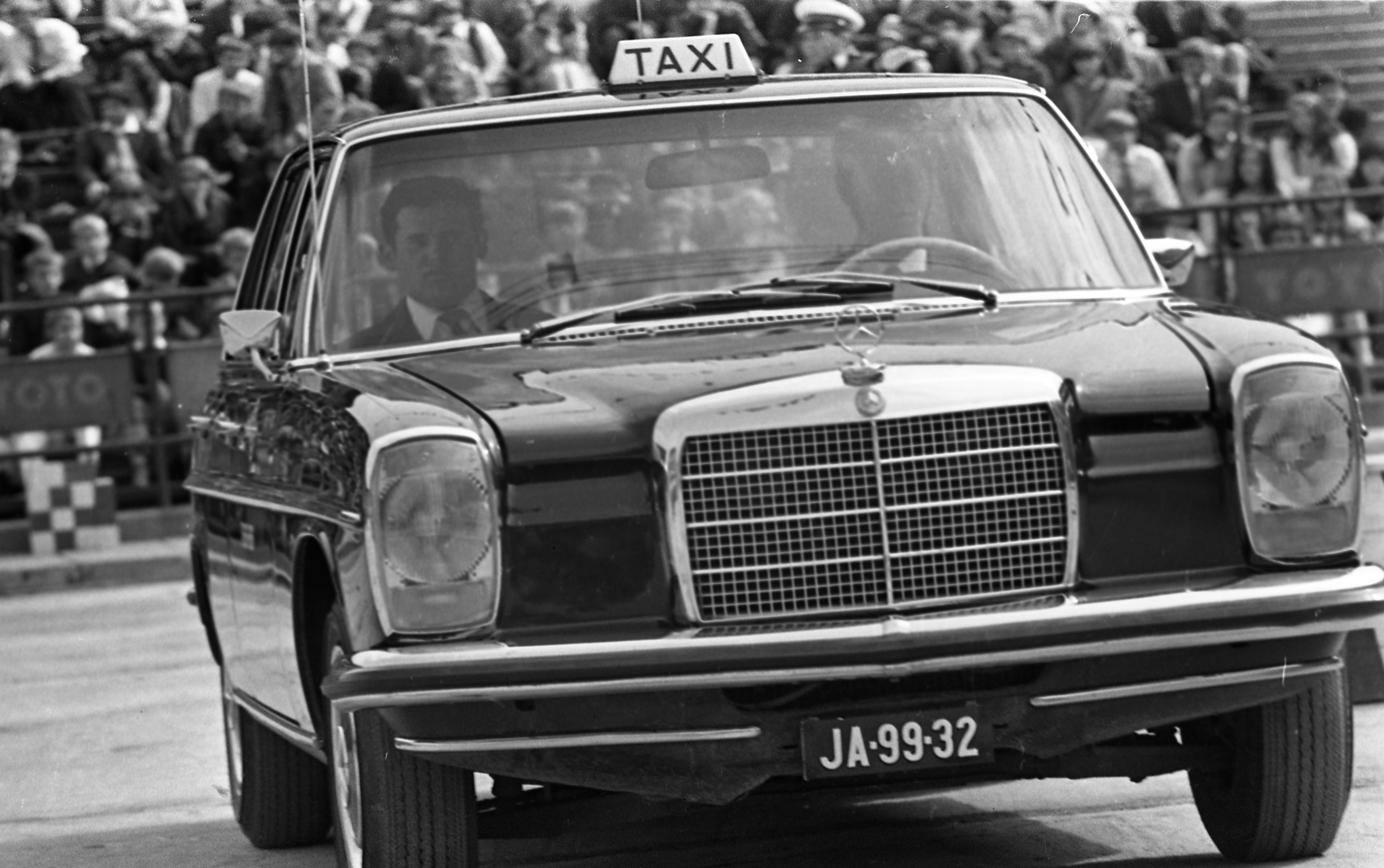
Taxi-Kennzeichen
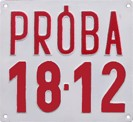
Temporäres Kennzeichen